# Tamnoserica
Tamnoserica är ett släkte av skalbaggar. Tamnoserica ingår i familjen Melolonthidae.
Kladogram enligt Catalogue of Life:
| Tamnoserica | \| \| Tamnoserica laevigata \| \| \| \| \| \| Tamnoserica lucidula \| \| \| \| \| \| Tamnoserica mutans \| \| \| \| |
|             | \| \| Tamnoserica laevigata \| \| \| \| \| \| Tamnoserica lucidula \| \| \| \| \| \| Tamnoserica mutans \| \| \| \| |
|             | Tamnoserica laevigata                                                                                               |
|             | |
|             | Tamnoserica lucidula                                                                                                |
|             | |
|             | Tamnoserica mutans                                                                                                  |
|             | |